# آرفیو-شتان
آرفیو-شتان (به فرانسوی: Arfeuille-Châtain) یک کمون در فرانسه است که در کروز واقع شده‌است. آرفیو-شتان ۲۰٫۵ کیلومتر مربع مساحت دارد ۵۱۰ متر بالاتر از سطح دریا واقع شده‌است.